# Rue Coenraets
La rue Coenraets (en néerlandais : Coenraetsstraat) est une rue bruxelloise sur la commune de Saint-Gilles qui va de la chaussée de Forest à l'avenue Fonsny. Elle est traversée par la rue Émile Feron et la rue de Mérode.

## Toponymie
Monsieur Coenraets était propriétaire des terrains sur lesquels, à son initiative, la voirie fut tracée. Son existence est entérinée, tout comme le quartier situé à proximité de la gare du Midi, par un Arrêté royal daté du 12 septembre 1863.

## Bâtiments remarquables
- La famille d'Henri Kichka habitaient au no 29. Elle fut arrêtée et déportée à Auschwitz lors de la rafle que connut le quartier dans la nuit du 3 au 4 septembre 1942.

- Au no 56, se trouve une maison de maître néoclassique construite en 1860 et qui a conservé une bonne partie de sa décoration intérieure Art nouveau. Son jardin d'hiver (1906) comporte des panneaux de faïence de Sarreguemines[1]. Le bâtiment a été classé le 21 mars 2002.

- Au no 69-71, ancienne usine néoclassique datant de 1866. On y fabriquait du mobilier en rotin[2]